# 流水凜子
流水 凜子（ながみ りんこ、1962年4月17日 - ）は、日本の漫画家。女性。東京都練馬区出身・在住。血液型O型。身長167cm、靴のサイズ25cm。多摩美術大学美術学部絵画学科日本画専攻卒業。趣味は、宝石研磨・鳥カメ昆虫飼育など。

## 経歴・人物
1983年、『魍魎伝説』（廣済堂）で「柳野みずき」名義でデビュー、後に「流水凜子」に改名しホラー漫画を主に活動。代表作に『椰』『インドな日々』『インド夫婦茶碗』など。
バックパッカーとしてインドを旅行していた頃、バラナシの安宿のレストランのマネージャーとして出稼ぎで働いていたクーダトディ・サッシーと出会い、1995年に結婚。長男・長女の2児を儲ける。現在はホラーを描きつつもバックパッカー時代のインドでの経験、また国際結婚や育児を題材としたエッセイ漫画を主として執筆。これらの作品を描く際のペンネームは、ひらがな表記の「流水りんこ」である。
地元は練馬区練馬で豊島園駅がある。姉が1人おり、自伝漫画に母と共によく登場。母は集団疎開経験者で新しモノ好き。「戦争が終わっていい時代になったわね〜」が口癖。父（1993年他界）はサラリーマンで、芸術が趣味。
サッシーは南インド・ケーララ州のアダカプトゥール村で10人兄弟（そのうち4人は夭折）の末子として誕生。その時点で長兄は結婚しており、同い年の甥がいる。流水家に婿入りする形で来日し、日本語を流暢に話すがなぜかオネエ口調。現在は練馬区内で南インド料理店「ケララバワン」を経営しており、漫画を読んで店を訪れるファンも多いという。因みに、店名は「ケララの家」という意味である。
流水家ではパナマボウシインコ（2015年に42歳で他界）、インドホシガメ、ビルマホシガメ2頭、ニホンヤモリを飼育している。
なお、「恐怖体験」以外の過去の「流水凜子」名義作品は現在は絶版。但し、『輪廻男（リンネマン）』と『斬る!!』については「流水りんこ」名義に変更して文庫版が現在刊行されている。
少年画報社『MAYファミリア』が2006年9月号（発売：8月）をラストに休刊、連載「りんこちゃんハーイ!」が中断（単行本未収録）となった。また宙出版でのハーレクイン・コミックス化でも年2回ほど執筆している。
朝日ソノラマ『ほんとにあった笑っちゃう話』が会社再編により2007年10月号（隔月誌・奇数月7日）をもって休刊。連載『働く!!インド人』は、出版権が引き継がれた朝日新聞出版の不定期発行・週刊朝日増刊『ふぁみドラ』『ほんとにあった爆家族の話』に続編が掲載され、2009年3月に単行本としてまとまった。なお、『ほんとにあった爆家族の話』には、引き続き『インドな日々』などのエッセイが掲載されている。
ブリティッシュ・ロックが好きで、特に元ピンク・フロイドのロジャー・ウォーターズについては「殴り倒されたい」と言う程の熱狂的ファン。ライブに足を運んだ様子が漫画として単行本に記載されている。

## 主な連載作品と雑誌
- ぶんか社、月刊30日頃『本当にあった笑える話』→「インド夫婦茶碗」
- ぶんか社、月刊7日頃『増刊本当にあった笑える話スペシャル（ほんスペ）』→「インド親子茶碗」
- ぶんか社、月刊14日頃『別冊本当にあった笑える話』→「昭和のこども」
- 秋田書店、奇数月16日頃『全部ホンネの笑える話』→「流水家の食卓」「流水りんこの怖くて笑える話」の2本立て
- 宙出版、奇数月11日頃『marie（マリエ）』→「りんこの道楽箱」
- 朝日新聞出版、不定期発行・週刊朝日増刊『ほんとにあった爆家族の話 』→「インドな日々」

## 作品リスト

### 柳野みずき名義
- 魍魎伝説（原作：谷恒生） - 廣済堂出版 ISBN 978-4-33-125088-4

### 流水凜子名義
- 黒のたそがれ - 大陸書房 ISBN 978-4-80-331183-9
- 失われた旋律 - 講談社 ISBN 978-4-06-313175-8
- 千の砂 - 講談社 ISBN 978-4-06-313186-4
- 椰（全8巻） - 大陸書房 ISBN 978-4-80-333785-3 ほか
- 翠月楼ドリームス - 角川書店 ISBN 978-4-04-852455-1
- 羅巳阿の壷 - 秋田書店 ISBN 978-4-25-312772-1
- 斬る!! - 角川書店 ISBN 978-4-04-852557-2
- 輪廻男（全2巻） - 朝日ソノラマ ISBN 978-4-25-798577-8 ほか
- 恐怖体験―霊能者は語る - あおば出版 ISBN 978-4-87-317388-7
- 砂漠の花嫁（原作：リン・グレアム） - 宙出版 ISBN 978-4-87-287651-2
- 愛の虜（原作：サラ・ウッド）- 宙出版 ISBN 978-4-77-671010-3
- 砂漠の呼び声（原作：ヴァイオレット・ウィンズピア）- 宙出版 ISBN 978-4-77-671167-4
- 愛のダイナマイト（原作：エマ・ダーシー）- 宙出版 ISBN 978-4-77-671318-0
- ワイルド・フォレスト（原作：サンドラ・ブラウン）- 宙出版 ISBN 978-4-77-671761-4
- ムーンライト・レディ（原作：バーバラ・フェイス）- 宙出版 ISBN 978-4-77-671812-3
- 愛は魔法でなく（原作：スーザン・マレリー）- 宙出版 ISBN 978-4-77-671974-8
- 砂漠にかかる月（原作：ジェニファー・テイラー）- 宙出版 ISBN 978-4-77-672287-8
- 愛が還る城（原作：ポーリン・ベントリー）- 宙出版 ISBN 978-4-77-672572-5

### 流水りんこ名義
- インドな日々（1 - 3巻） - 朝日ソノラマ ISBN 978-4-02-213097-6 ほか
- 印度定食屋繁盛記 働く!!インド人 - 朝日新聞出版 ISBN 978-4-02-214017-3
- インド夫婦茶碗（1 - 23巻、以下続刊） - ぶんか社 ISBN 978-4-82-119954-9 ほか
- 昭和のこども〜こんな親でも子は育つ!〜（全6巻） - ぶんか社 ISBN 978-4-82-118609-9
- 流水さんちのペット事情家族事情 - 学研 ISBN 978-4-05-603760-9
- リンコちゃんハーイッ - 少年画報社 ISBN 978-4-78-593218-3
- インド人と練馬で子育て。- ぶんか社 ISBN 978-4-82-114312-2
- 晴れときどき風多　家の光協会
- 流水さんちの浮遊霊 - ぶんか社 ISBN 978-4-8211-7561-1
- 流水りんこの恐怖譚 - 青泉社 ISBN 978-4-907203-17-7
- 誰も信じなくていい… でもボクたちは見た!!  - 朝日新聞出版 ISBN 978-4-02-275814-9
- 流水りんこの南印度は美味しいぞ〜！ - 主婦と生活社 ISBN 978-4-391-14480-2
- 流水りんこのアーユルヴェーダはすごいぞ〜！ - 主婦と生活社 ISBN 978-4-391-14760-5
- 流水りんこのインド占星術は深いぞ～！‐主婦と生活社 ISBN 978-4-391-15098-8
- 流水さんの霊能者行脚 - ぶんか社 ISBN 978-4-8211-7853-7
- 流水さんの百物語 - ぶんか社 ISBN 978-4-8211-3657-5
- 流水さんの百物語 2周目 - ぶんか社 ISBN 978-4-8211-2810-5
- 大家族ごはん物語 - ぶんか社 ISBN 978-4-8211-2924-9
- それってマジですか!?（既刊3巻） - 朝日新聞出版[1]

## 文庫版/復刊リスト
- 輪廻男（全2巻） - 朝日ソノラマ ISBN 978-4-02-267165-3 他
- 斬る!!（全1巻） - 朝日ソノラマ ISBN 978-4-02-267167-7
- インド夫婦茶碗～ドタバタ国際結婚編～ - ぶんか社 ISBN 978-4-82-118426-2

## 廉価版コミックス
- インド式のススメ 流水家の食卓～エッセイアラカルト～ - 秋田書店 ISBN 978-4-25-324581-4